# كيني هوغن
كيني هوغن (بالإنجليزية: Kenny Hogan)‏ هو لاعب كرة قاعدة أمريكي، ولد في 9 أكتوبر 1902، وتوفي في 2 يناير 1980.

## وصلات خارجية
- كيني هوغن على موقعبيزبول رفرنس.كوم (الدوري الرئيسي) (الإنجليزية)